# Pontifex Maximus

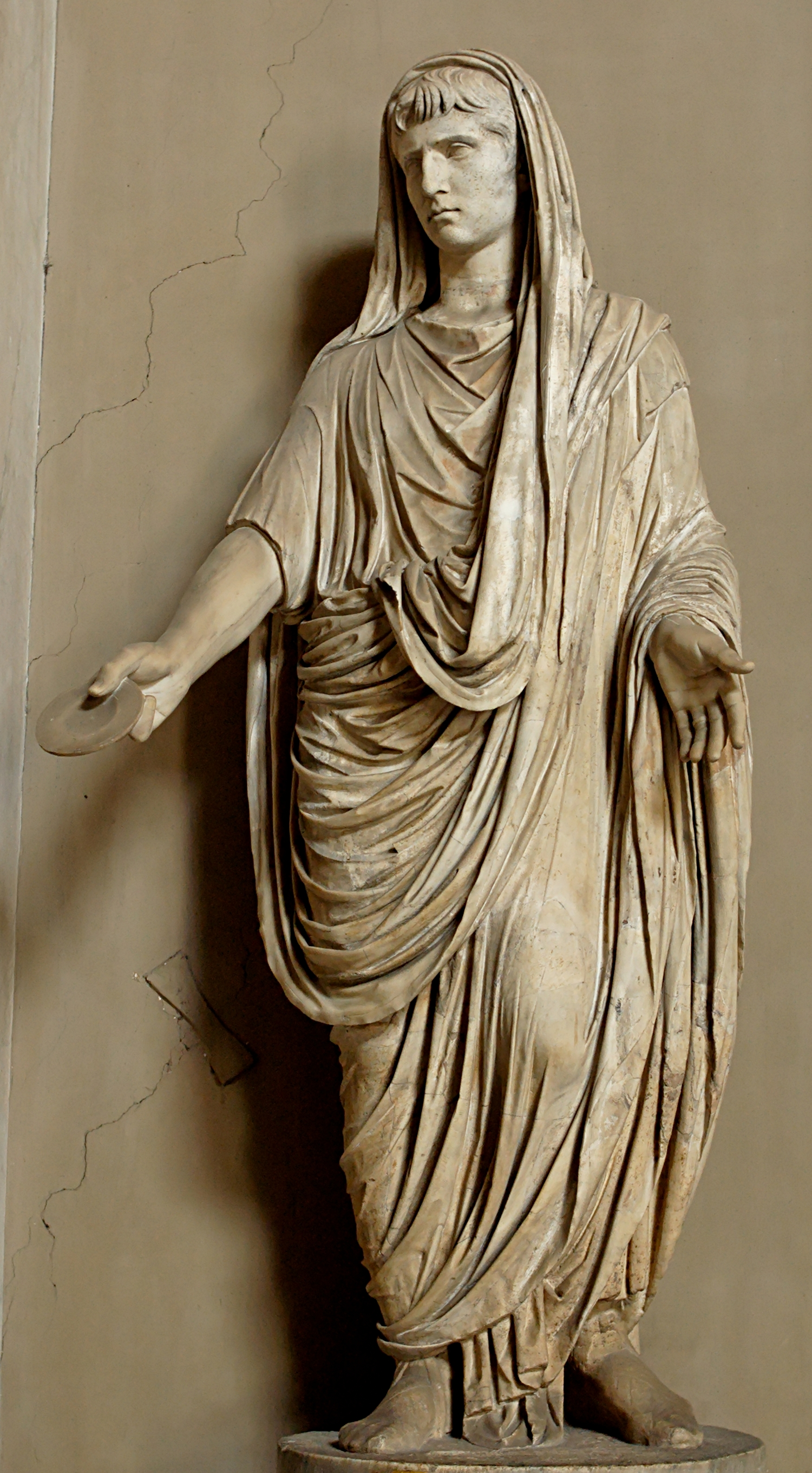
Статуя Августа, який приносить жертву (в образі Pontifex Maximus), Рим, Музей Пія-Климента

Pontifex Maximus, Великий понтифік — спочатку — вища жрецька посада в Стародавньому Римі, була довічна. У 753—712 рр. до н. е. посаду займали царі. Великий понтифік був головою Колегії понтифіків і керував так званим жрецьким царем (лат. rex sacrorum), фламінами і весталками. Якщо хтось із жерців або самих понтифіків порушував свої обов'язки, Великий понтифік накладав на нього штраф (multa). Хоча народ мав право критикувати рішення понтифіка, у відомих історикам випадках він їх підтримував. Великий понтифік вів також щорічні офіційні записи ознак (annales maximi). Через те, що Великий понтифік формально не був магістратом, він не носив тогу з пурпуровою облямівкою — його ознакою був залізний ніж (secespita). Для вибору Великого понтифіка в трибунатні коміції вибиралися за жеребом 17 з 35 триб і вони голосували поодинці. Цей порядок був скасований Суллою, але у 63 до н. е. відновлений Лабіеном. Після Августа посада стала присвоюватися головним чином імператорам. Граціан 382 року скасував цей порядок. Пізніше Великими (Верховними) понтифіками стали титулуватися римські Папи, таким чином, посаду Великого Понтифіка можна вважати найдавнішою у Європі посадою, що безперервно функціює.

## Великі понтифіки
- 712 до н. е. — Нума Марцій
- 509 до н. е. — Гай Папірій
- 449 до н. е. — Квінт Фурій
- 431 до н. е. — Авл Корнелій Косс
- 420 до н. е. — Спурій Мінуцій
- до 397 до н. е. — Марк Фоллій Флакцінатор
- 390 до н. е. — Марк Фабій Амбуст
- 332 до н. е. — 304 до н. е. — Публій Корнелій Калусса
- 304 до н. е. — ? — Луцій Корнелій Сціпион Барбат
- 254 до н. е. — 243 до н. е. — Тіберій Корунканій, перший з плебеїв
- 243 до н. е. — 221 до н. е. — Луцій Цецілій Метелл
- 221 до н. е. — 213 до н. е. — Луцій Корнелій Лентул Кавдін
- 212 до н. е. — 183 до н. е. — Публій Ліциній Красс Дів
- 183 до н. е. — 180 до н. е. — Гай Сервілій Гемін
- 180 до н. е. — 152 до н. е. — Марк Емілій Лепід
- 152 до н. е. — 150 до н. е. — Гай Скрібоній Куріон
- 150 до н. е. — 141 до н. е. — Публій Корнелій Сципіон Назіка Коркул
- 141 до н. е. — 132 до н. е. — Публій Корнелій Сципіон Назіка Серапіон
- 132 до н. е. — 130 до н. е. — Публій Ліциній Красс Муціан
- ?130 до н. е. — 115 до н. е. — Публій Муцій Сцевола
- 114 до н. е. — 103 до н. е. — Луцій Цецілій Метелл Далматік
- 103 до н. е. — 89 до н. е. — Гней Доміцій Агенобарб
- 89 до н. е. — 82 до н. е. — Квінт Муцій Сцевола
- 81 до н. е. — 63 до н. е. — Квінт Цецілій Метелл Пій
- 63 до н. е. — 44 до н. е. — Гай Юлій Цезар
- 44 до н. е. — 13 до н. е. — Марк Емілій Лепід
- 12 до н. е. — Гай Юлій Цезар Октавіан Август
- 12 до н. е. — 376 р. н. е. — імператори Римської імперії
- 642 — наш час — носій титулу — Папа Римський.